# Bentos
Bentos je skupnost rastlinskih in živalskih organizmov ter mikroorganizmov, ki stalno ali začasno živijo na dnu voda (reke, morja, jezera, oceani)
Organizmi, ki sestavljajo bentos, lahko živijo na površini dna - epifavna ali v enem izmed njegovih slojev - infavna.
V vodah, v katerih svetloba prodira do dna, je bentos delno ali popolnoma prehranjevalno samozadosten, ker ga sestavljajo: proizvajalci, porabniki in razkrojevalci.
V okolju, v katerem količina svetlobe ne zadostuje za fotosintezo, pa je bentos popolnoma odvisen od dotoka hrane iz pelagiala in litorala.

## Delitev bentosa
- fitobentos - rastline (sestavljajo ga alge in v vodi rastoči mahovi)
- zoobentos - živali
- bakteriobentos - bakterije

## Delitev glede na velikost organizmov
- mikrobentos - sestavljajo ga najmanjši organizmi, katerih velikost je manjša od 0,1 cm, predvsem praživali, diatomeje, zelene alge
- mezobentos - sestavljajo ga organizmi velikosti od 0,1 cm do 2 cm, npr. kotačniki, gliste, vrtinčarji, raki, dvoklopniki, ličinke žuželk, razvojne oblike maloščetincev
- makrobentos - sestavljajo ga organizmi, večji od 2 cm, npr. pijavke, maloščetinci, mehkužci, ličinke žuželk, rjave alge, rdeče alge.

## Pomembnost bentosa
- je vir hrane  za ribe, živeče pri dnu
- pomemben je pri pretoku energije in kroženju snovi v vodnih okoljih
- bentoški organizmi so lahko kazalci stanja čistosti ali onesnaženosti voda